# Cruel Sister (Pentangle)
Cruel Sister è il quarto album dei Pentangle, pubblicato dalla Transatlantic Records nel 1970. Il disco fu registrato al Sound Techniques di Londra, Inghilterra.

## Tracce
Lato A
1. A Maid That's Deep in Love – 5:25 (Brano tradizionale, arrangiamenti di B. Jansch, J. Renbourn, T. Cox, D. Thompson, J. McShee)
2. When I Was in My Prime – 2:50 (Brano tradizionale)
3. Lord Franklin – 3:22 (Brano tradizionale, arrangiamenti di Bert Jansch, John Renbourn, Jacqui McShee)
4. Cruel Sister – 6:58 (Brano tradizionale, arrangiamenti di B. Jansch, J. Renbourn, T. Cox, D. Thompson, J. McShee)

Lato B
1. Jack Orion – 18:35 (Brano tradizionale, arrangiamenti di B. Jansch, J. Renbourn, T. Cox, D. Thompson, J. McShee)

## Musicisti
Brano A1
- Bert Jansch - dulcimer
- John Renbourn - chitarra acustica, chitarra elettrica
- Jacqui McShee - voce
- Danny Thompson - contrabbasso
- Terry Cox - triangolo

Brano A2
- Jacqui McShee - voce (senza accompagnamento musicale)

Brano A3
- Bert Jansch - concertina
- John Renbourn - voce, chitarra acustica, chitarra elettrica
- Jacqui McShee - voce

Brano A4
- Bert Jansch - voce, chitarra acustica
- John Renbourn - voce, sitar
- Jacqui McShee - voce
- Danny Thompson - contrabbasso
- Terry Cox - voce, batteria, dulcitone

Brano B1
- Bert Jansch - voce, chitarra acustica, recorder
- John Renbourn - chitarra elettrica, chitarra acustica, recorder
- Jacqui McShee - voce
- Danny Thompson - contrabbasso
- Terry Cox - batteria, tamburello, dulcitone